# Catch The Wave (KEYTALKの曲)
「Catch The Wave」（キャッチ・ザ・ウエーブ）は、KEYTALKの楽曲及び配信限定シングル。2019年8月30日に配信が開始された。

## 解説
「KEYTALK 真夏の祭典 4連発 〜ハラハラドキドキFRIDAY〜」と題された4週間連続配信シングルの第4弾である。
サーフィンをする友人との交流がきっかけで首藤義勝が作詞作曲を手掛けた楽曲であり、2018年に行われた女子プロサーフィン国際大会「white buffalo HYUGA PRO QS3000」の公式テーマソングとして書き下ろされたものである。2019年には、10代のプロサーファーの活躍を音楽で応援するプロジェクト「meets the surf project」のテーマソングにも起用された。
首藤は本楽曲について、　KEYTALKらしさを残しながら、メインのテーマフレーズをシンセにするといったEDM路線に寄ったアレンジに挑戦していると語っている。
配信から2日後の9月1日に出演した『RUSH BALL 2019』で本楽曲が初披露された。

## 収録曲
1. Catch The Wave
作詞・作曲：首藤義勝

## タイアップ
Catch The Wave
女子プロサーフィン国際大会「white buffalo HYUGA PRO QS3000」公式テーマソング
「meets the surf project」テーマソング